# هاردرفايك
هاردرفايك Harderwijk  هي مدينة وبلدية بمقاطعة خيلدرلند، هولندا.

## طوبوغرافيا
خريطة طوبوغرافية هولندية لبلدية هاردرفايك، مارس 2014، (تقرأ بعد ثلاث نقرات على الخريطة).

## توأمة
لهاردرفايك اتفاقيات توأمة مع:
- زنويمو

## أعلام
- جينو ديكر
- ريشارد رويلوسين
- جوليا فان بيرغن
- نيك فوسابلت
- جان بوس